# Kohut Magda
Kohut Magda (Budapest, 1928. november 30. – Kecskemét, 2016. július 4.) kétszeres Jászai Mari-díjas magyar színésznő, érdemes és kiváló művész, a Nemzeti Színház örökös tagja.

## Életpályája
1950-ben végzett a Színház- és Filmművészeti Főiskolán. Vizsgaelőadása Szophoklész Antigoné című darabjában a címszerep megformálása volt. 1950–1951 között a Honvéd Színház, 1951–1954 között a Magyar Néphadsereg Színháza, 1954-től a Nemzeti Színház, illetve a Pesti Magyar Színház tagja volt.
Bár a tragika szerepkör legméltóbb képviselőjének, Tőkés Anna utódjának tekintették, karrierje során több alkalommal mellőzöttséget kellett elszenvednie. Éveken át direktora, Major Tamás, majd az igazgatói székben őt követő Both Béla sem kedvelte.
Filmen és tévéfilmekben keveset szerepelt, bár 1965-ben újra eljátszhatta Antigonét a Vámos Miklós rendezésében készült tévéjátékban. A Magyar Rádióban gyakran közreműködött irodalmi műsorokban.
1989-ben a Nemzeti Színház örökös tagja lett.
Domaháza templomában, Feszty Masa 1975-ben festett Szent Erzsébet alamizsnát oszt a szegényeknek című oltárképén az Árpád-házi Szent Erzsébet udvartartásából narancsszínű kendőbe öltöztetett hölgy modellje Kohut Magda volt.

## Színházi szerepei
A Színházi Adattárban regisztrált bemutatóinak száma: 80.
- Afinogenov: Kisunokám... Lelja
- Gyárfás-Örkény: Zichy palota... Sári
- Davidoglu: Bányászok... Irina
- Lavrenyov: Akik a tengert járják... Sabunyina
- Szobko: A második front mögött... Tatjána Jegorova
- Csirszkov: Győztesek... Sura
- Sándor Kálmán: A harag napja... Magda
- Madách Imre: Az ember tragédiája... Cluvia
- Federico García Lorca: Bernarda háza... Amelia
- Racine: Phaedra... Airica
- Marceau: A tojás... Hortense
- William Shakespeare: Shakespeare-est...
- Brecht: A rettegés birodalma... Prológ és hang
- Puskin: Puskin (Örök barátaink sorozat)...
- Bornemisza Péter: Magyar Elektra... Élektra
- Shakespeare: III. Richárd... Lady Anna
- Hegedűs-Földes: A Múzsák nyomában... Első vendég; Teátrista
- Aiszkhülosz: Leláncolt Prométheusz... Ió
- Shakespeare: Othello... Desdemona
- Szophoklész: Oidipusz király... Hírmondó
- Vörösmarty Mihály: Csongor és Tünde... Mirigy; Éj
- Shakespeare: II. Richárd... Királyné/Gloster hercegné
- Szabó Magda: Leleplezés... Simon Etel
- Szécsi Lajos: Gerhart Hauptmann-emlékest...
- Petőfi-Szécsi: Az apostol...
- Shakespeare: Julius Caesar... Portia
- Corneille: Cid... Xiména
- Babits Mihály: Babits Mihály-emlékest...
- Kohout: A harmadik nővér... Angela
- Aiszkhülosz: Síri áldozat... Elektra
- Coward: Akt, hegedűvel... Pamela
- H. Barta Lajos: Kiáltás... Özv. Csernyiné
- Arthur Miller: A bűnbeesés után... Louise
- Madách Imre: Mózes... Mirjam; Jókhebéd
- Brecht: A vágóhidak Szent Johannája... Mrs. Luckerniddle
- Betti: A játékos... Iva
- Euripidész: Bakkhánsnők... Agaué
- Dosztojevszkij: A félkegyelmű... Varja
- Gyurkó László: Fejezetek Leninről...
- Milton: Elveszett paradicsom...Mihály angyal
- Örkény István: Sötét galamb... Pulcheria
- Simon: Az utolsó hősszerelmes... Jeanette Fisher
- Grillparzer: Medea... Medea
- Devecseri Gábor: Odüsszeusz szerelmei... Pénelopé
- Kende Sándor: Szerelmetes barátaim... Anikó
- Illés Endre: Egyszárnyú madarak... Orsolya
- Rákos-Kazimír: Agyagtáblák üzenete – Gilgames... Papnő
- Illyés Gyula: Különc... Orczy Istvánné
- Németh László: Erzsébet-nap... Zsófi
- Shakespeare: Troilus és Cressida... Andromache
- Sárospataky István: Szemfényvesztők... Annemarie
- Hubay Miklós: Freud, az álomfejtő álma (Különös nyáréjszaka)... Az Útitárs
- Örkény István: Macskajáték... Paula
- Móricz Zsigmond: Légy jó mindhalálig... Török néni
- Csurka István: Megmaradni... Harisnyásné
- Paszternak: Doktor Zsivago... Anna
- Brecht: A kaukázusi krétakör... Egy parasztasszony
- Márai Sándor: A kassai polgárok... Szabina

## Filmjei

### Játékfilmek
- Föltámadott a tenger (1953)
- Életjel (1954)
- A völgy (1968)
- Hangyaboly (1971)
- Tűzoltó utca 25. (1973)
- Tükörképek (1976)
- Ők ketten (1977)
- Felhőjáték (1984)

### Tévéfilmek
- Antigoné (1965)
- Földindulás (1970)
- A két Madáchné (1971)
- Három szabólegények (1982)
- A hattyú halála (1983)
- A zöld torony (1985)
- Égető Eszter (1987)

## Hangjátékok/rádió
- Alice csodaországban
- Albert István: Ének Igor hadáról (1956)
- Kovács János: Heine - emlékezés a költőre (1956)
- Erdős László, dr.: A sárkúti zendülés (1957)
- Mesterházi Lajos: Pesti emberek (1958)
- Vörösmarty Mihály: Csongor és Tünde (1958)
- Maeterlinck, Maurice: A kék madár (1961)
- Méreyné Juhász Magda: Az ifjú Bessenyei (1961)
- Nyikolajeva-Geraszimov: Útközben (1961)
- Aiszkhülosz: Agamemnón (1962)
- Szjomuskin, Tyihon: A jégvilág Robinsonja (1962)
- Vörösmarty Mihály: A bujdosók (1963)
- Euripidész: Ion (1964)
- Shakespeare, William: II.Richárd (1964)
- Vera Panova: Szállnak az évek (1967)
- Stehlik, Miloslav: A bizalom vonala (1968)
- Rolland, Romain: Colas Breugnon (1970)
- Dosztojevszkij: A Karamazov testvérek (1971)
- Lev Tolsztoj: Hadzsi Murat (1971)
- Stendhal: A besanconi vádlott (1972)
- Raszkolnyikov - Jelenetek Dosztojevszkij Bűn és bűnhődés című regényéből (1976)
- Radnóti László: Halálfúga (1977)
- Fontane, Theodor: Effi Briest (1979)
- Lengyel Péter: Cseréptörés (1980)
- E.T.A. Hoffmann: Diótörő (1982)
- Tél, tavasz, nyár, ősz - Kompozíció Fekete István írásaiból (1982)
- Schnabel, Ernst: Anna Frank nyomában (1984)
- Folytassuk! - Dorogi Zsigmond rádiókompozíciója Vas István műveiből (1985)
- Dorogi Zsigmond: A század könnyei (1987)

## Díjai
- Farkas–Ratkó-díj (1958)
- Jászai Mari-díj (1958, 1968)
- Érdemes művész (1974)
- Kiváló művész (1988)
- Kazinczy-díj (1989)
- a Nemzeti Színház örökös tagja (1989)